# ケイパビリティ
ケイパビリティ（英語：capability）とは、一般的な英語の意味で、才能や能力と言う意味である。経営学や防衛産業では「organizational capabilities」を省略してケイパビリティーとしている。これは企業や組織が持つ、全体的な組織的能力、あるいは企業や組織が得意とする組織的能力のことを言う。
「キャパビリティ」などカタカナ転写にはゆらぎがあるが意味は同じである。本稿では固有名詞や引用以外では「ケイパビリティ」とする。

## 英語の一般的な意味として
能力や対応出来るという意味で使われる。「A CD-ROM has the capability of storing up to 650MB of data」と言った場合、CD-ROMには650MBの容量があると言う事である。

## 経営学用語として
競争戦略による差別化が困難な時代においては、ケイパビリティを高めるということで戦略の実現性を高め、このことにより持続的な競争上の優位を確立することができる。企業に固有のケイパビリティを最大限に活用した競争戦略のことをケイパビリティ・ベースト・ストラテジー（capability-based strategy）と言う。

## 防衛用語として
防衛産業でも使われる用語である。アメリカ軍の統合能力総合開発システム（Joint Capabilities Integration Development System、略称JCIDS）の例のように、「物理的な能力だけでなく、訓練等の人的能力やリーダーシップなどの精神的要素を含んだ軍事作戦能力」を意味する。

## 厚生経済学用語として
ケイパビリティアプローチ（潜在能力アプローチ）とは、厚生経済学の領域においてアマルティア・センにより1980年代に提案されたアプローチである。 センは、厚生経済学が効用に基づくことの限界を指摘し、効用を越えて情報的基礎を拡張することを提案し、ケイパビリティという概念を提唱した。ケイパビリティは、ひとりひとりの個人が「何ができるか」、言い換えれば「個人の自由」に焦点を合わせるものである。